# Samuel Khachikian
Samuel Khachikian (em língua arménia: Սամուէլ Խաչիկեան Pronúncia da Arménia: [sɑm'vɛl χɑtʃʰik'jɑn]; na língua persa : ساموئل خاچیکیان, Tabriz, Irão 21 de outubro - Teerão, 22 de outubro de 2001), foi um director, roteirista, autor e editor do cinema iraniano de ascendência arménia. Ele foi uma das figuras mais influentes da indústria cinematográfica iraniana e foi apelidado de "Hitchcock do Irão".

## Biografia
Nasceu em 1923 em Tabriz em uma família de imigrantes arménios. O pai de Khachikian escapou do genocídio arménio em 1915 e se instalou em Tabriz. Sua mãe admirava filmes e artes e muitas vezes levava seus filhos ao teatro. Samuel Khachikian publicou sua primeira obra poética no jornal arménio Alik quando tinha nove anos de idade. Cinco anos depois, ele deu sua primeira apresentação teatral em Tabriz em uma obra intitulada Sevilha. Ele completou sua educação em História e Jornalismo e escreveu oito peças que passaram no palco não só em diferentes cidades do Irão, mas também em Los Angeles, São Francisco e na Grécia. Khachikian fez seu primeiro filme em 1953, intitulado The Return.

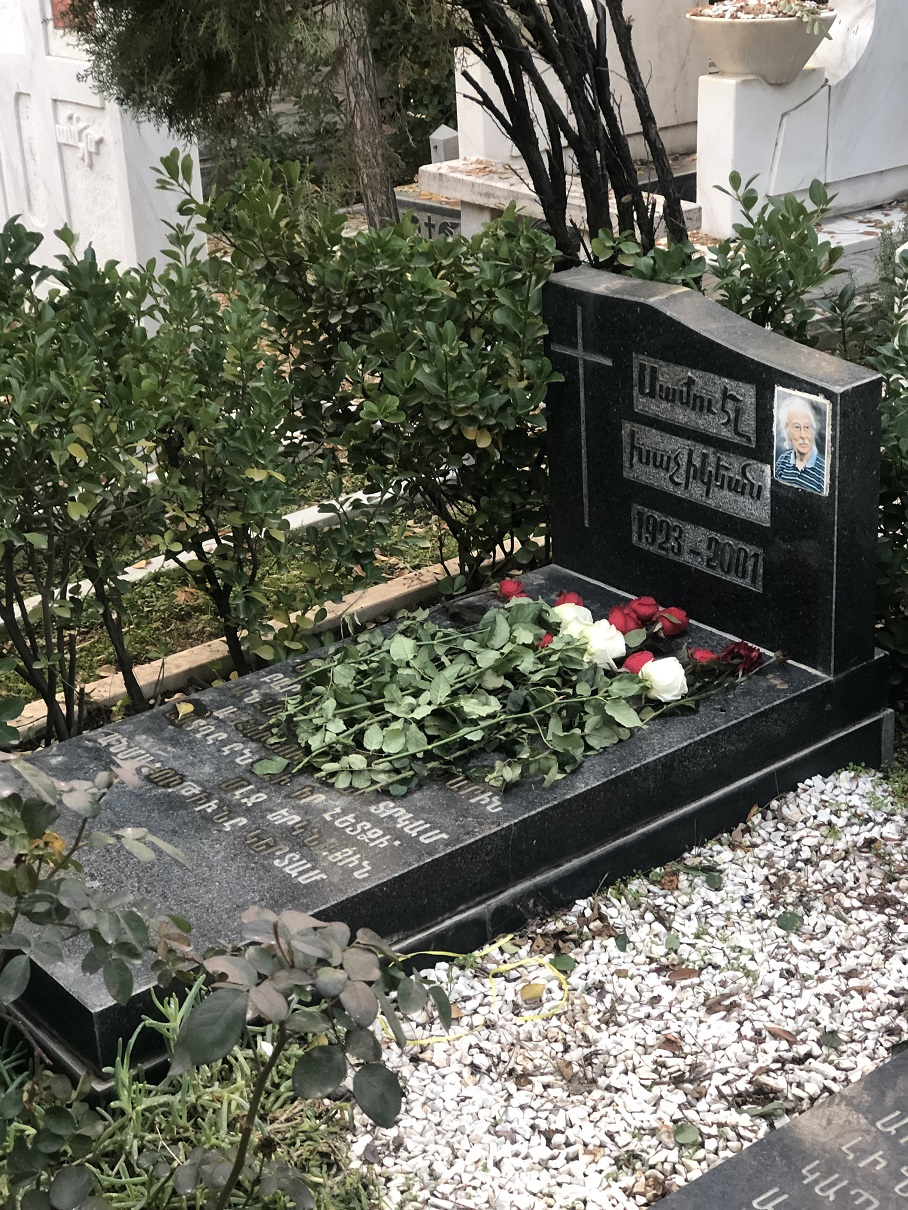

Foi um dos primeiros e poucos directores que usou a técnica de decoupage na filmagem dos seus filmes, preparando o roteiro completo com antecipação. O sucesso de suas obras atraiu muita atenção para as vantagens dessa abordagem cinematográfica. Como um cineasta inovador, ele transformou a produção de assassinos misteriosos em uma nova onda popular no cinema iraniano. Ele fez o primeiro trailer de história do filme iraniano para o filme A Girl from Shiraz em 1954. Alguns de seus filmes como The Strike e The Eagles foram os sucessos em sua época. Seu filme de 1956, A Party in Hell , foi aceito no 8º Festival Internacional de Cinema de Berlim.
O filho de Samuel, Edwin Khachikian, actualmente é director em Teerão. O irmão de Samuel, Souren Khachikian, também esteve fortemente envolvido na produção de seus filmes. O neto de Souren, Ara H. Keshishian, actualmente trabalha como editor de filmes em Hollywood. Ele morreu em 22 de outubro de 2001 aos setenta e oito anos.

## Filmografia

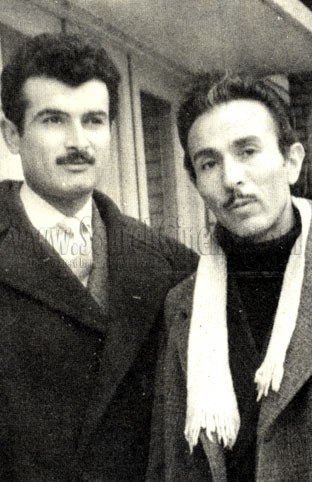
Samuel Khachikian (à direita) 1954

- 1953: Return
- 1954: A Girl from Shiraz
- 1954: The Crossroad of Events
- 1955: Blood and Honor
- 1955: The Crossroad of Events
- 1956: A Party in Hell
- 1957: A Step to Death
- 1958: A Messenger from Heaven
- 1958: Storm in Our Town
- 1959: The Hill of Love
- 1961: One Step to Death
- 1961: Midnight Terror
- 1962: Anxiety
- 1963: Hit
- 1964: The Strike
- 1965: Delirium
- 1966: Rebellion
- 1966: Never Without Love
- 1966: Khodahafez Tehran
- 1968: The Tiger of Mazandaran
- 1968: The White Hell
- 1968: Man ham gerye kardam
- 1968: Hengameh
- 1969: Storm Bellow
- 1970: Ghesseye shab-e Yalda
- 1973: The Kiss on Blood Lips
- 1975: Death in the rain
- 1976: Anxiety
- 1978: Koose-ye jonoob
- 1979: Explosion (Enfejar)
- 1984: Eagles (Oghab-ha)
- 1985: Yoozpalang
- 1990: The Herald
- 1992: A Man in the Mirror
- 1994: Bluff
- 2001: ِDoubt (não terminou)